# Hania Stach (album)
Hania Stach – debiutancki studyjny album polskiej wokalistki Hani Stach, wydany 22 maja 2004 przez EMI Music (Pomaton EMI), z którym artystka jest związana od roku 2003. Głównym producentem albumu był Wojciech Pilichowski. Płytę promowały single End Of The Road oraz Właśnie w taki dzień.

## Lista utworów
1. „Właśnie w taki dzień”
2. „Twój świat”
3. „Jeśli dziś nie powiesz”
4. „Wystarczy być”
5. „Dziwne, że cię kiedyś nie znałam”
6. „Jeszcze nie wiemy”
7. „Nie kupuję”
8. „Może kiedyś jeszcze”
9. „Życie to nie kino”
10. „Gdy Cię nie ma”
11. „Na wpół we śnie”
12. „End Of The Road”